# 河南エレファンツ
河南グッドシューターズ（かなんシューターズ）は、中華人民共和国河南省鄭州市を本拠地とする中国野球リーグのチーム。東南華南地区に所属。中国野球リーグには、2009年シーズンから加入した。
ベテランから若手までバランスの取れた構成のチームである。実質的に河南省代表チームがプロに昇格した形となっている。プロチーム初代監督は、元江蘇コーチの李躍軍。
河南省代表ながら河南加入以前に既に四川ドラゴンズ等に在籍していた選手は当該チームでそのままプレーし、2009年は河南には加入していない。初年度から、過去に江蘇などでプロ経験のある選手も在籍している。

## 沿革
- 1975年 - 結成される。
- 1980年代 - 解散。
- 1989年 - 再結成。
- 1993年 - 中国国体で6位。
- 1994年 - 中国野球の全国大会、中国野球カップで3位。
- 2007年 - 中国野球カップで4位。
- 2009年 - 中国野球リーグに加入する。
- 2023年 - 河南ウォリアーズに改名。
- 2025年 - 河南グッドシューターズに改名。

## 主な所属選手
投手
- 12  蕭緒錢
- 19  牛生錕
- 21  劉傑
- 32  景伊明
- 33  趙文瑋

捕手
- 18  韓傑
- 84  聶兴龍

内野手
- 14  劉杭(投手も兼任)
- 58  郭家兴

外野手
- 29  張勤洋

## かつて在籍した選手
投手
- 史龍
- 鄒善策
- 李軍輝
- 李帥

捕手
- 王東

内野手
- 王江濤

外野手
- 杜軍